# Léa Garcia
Léa Lucas Garcia de Aguiar, appelée Léa Garcia, née le 11 mars 1933 à Rio de Janeiro (État de Rio de Janeiro) et morte le 15 août 2023 à Gramado (Rio Grande do Sul), est une actrice brésilienne. 
Elle commence au théâtre, au TEN (Teatro Experimental do Negro) d’Abdias do Nascimento, mais interprète ensuite de nombreux rôles au cinéma et à la télévision. Elle conserve constamment une attention aux injustices sociales et aux discriminations subies par la communauté noire. Le film qui la fait connaître au niveau international est Orfeu Negro, de Marcel Camus, film qui se voit attribuer la Palme d'or au festival de Cannes de 1959 et  l’Oscar du meilleur film en langue étrangère en 1960.

## Biographie
Née en 1933, Léa Garcia a seize ans lorsqu’elle rencontre Abdias do Nascimento, fondateur du Teatro Experimental do Negro (le TEN, ou Théâtre Expérimental du Noir) dont la troupe est composée exclusivement de personnes de la population brésilienne noire, employés, ouvriers et habitants des favelas. Le TEN a un objectif culturel, artistique, et social. Léa Garcia fait l’école buissonnière pour suivre les travaux d’Abdias do Nascimento dont elle finit par tomber amoureuse et chez qui elle emménage.
Elle fait ses débuts sur les planches en 1952 dans une pièce d’Abdias : Rapsódia Negra. En 1956, elle interprète le rôle de Mira dans  la pièce de théâtre de Vinícius de Moraes, Orfeu da Conceição, pièce transposant le mythe d'Orphée dans les favelas brésiliennes. En 1958, elle quitte Abdias do Nascimento, avec qui elle a eu deux enfants. Lorsque Marcel Camus reprend le même thème d’Orphée au cinéma, en tournant à Rio de Janeiro, elle est retenue dans la distribution. Elle n’obtient pas le rôle de Mira mais celui plus enjoué, de Sérafina, la cousine d’Eurydice, qui n’existait pas dans la transposition théâtrale,. Son interprétation est remarquée. Le film, dont elle garde un souvenir nolstalgique, est bien accueilli et devient un succès mondial, couronné à Cannes par la Palme d'or en 1959 et aux États-Unis par l’Oscar du meilleur film étranger en 1960. Elle participe également à un autre film de Marcel Camus, Os Bandeirantes, tourné également au Brésil, qui n’obtient qu’un succès d’estime. Puis à un film d’un autre français, Robert Mazoyer, ancien assistant de Marcel Camus. Ayant acquis grâce à Orfeu Negro une notoriété internationale, elle est sollicitée pour des tournages  à l’étranger, en particulier pour le film Paris Blues de Martin Ritt, avec Paul Newman, Joanne Woodward, Sidney Poitier, Louis Armstrong et Serge Reggiani, mais ne se décide pas à quitter son pays natal.
Elle se voit proposer régulièrement des rôles par les cinéastes brésiliens et en particulier par  Carlos Diegues. Elle participe à son premier long métrage, Ganga Zumba, en 1962, puis en 1983 à Quilombo, en 1998, avec beaucoup d’hésitations, à son remix d’Orfeu Negro, intitulé tout simplement Orfeu, et en 2005 au film Le Plus grand amour du monde (O Maior Amor do Mundo). Elle tourne également dans de multiples telenovelas et interprète notamment le rôle de Rosa dans  Isaura (Escrava Isaura) , série diffusée dans le monde entier. Ce rôle de Rosa est un rôle de « méchante », de jalouse, à contre-pied de ses rôles habituels, et il a marqué les téléspectateurs.

## Rôles au théâtre
- 2004 As pequenas rapozas
- 2003 Disse me disse
- 2000 Romanceiro da Inconfidência
- 2000 De coragem, suor e glória – Poemas Negros – Panorama da Palavra
- 1996 Noites Negras– Mixmemória
- 1995 Romeu e Julieta , Musical
- 1994 Anjo Negro
- 1983 Piaf
- 1983 Cenas Cariocas
- 1978 Para mulheres que pensaram em suicídio
- 1974 Crime Roubado
- 1972 O tesouro de Chica da Silva
- 1972 Flicts
- 1971 Casa Grande e Senzala
- 1970 Os construtores de Império
- 1964 A invasão
- 1959 Perdoa-me por Me Traíres
- 1957 Sortilégio: Mistério Negro
- 1956 Orfeu da Conceição
- 1954 Todos os filhos de Deus têm asas
- 1954 O imperador Jones
- 1954 Onde Está Marcada a Cruz
- 1954 Festival O'Neill
- 1953 O Imperador Jones
- 1953 O Filho Pródigo
- 1952 Rapsódia Negra

## Filmographie
- 2012  Billi Pig - Tia Ludmila
- 2012 Sudoeste - Dona Iraci[8]
- 2009 Dias Amargos – Mira
- 2007 Remissão - 35mm - Anita
- 2006 Memórias da Chibata - 35mm - Avó de Juca
- 2006 Nzinga
- 2006 Mulheres do Brasil - Eunice
- 2006 Le Plus grand amour du monde - Zezé
- 2005 Vinícius
- 2005 As Filhas do Vento (Daughters of the Wind)  – Jú[9]
- 2002 Viva Sapato!
- 1999 Orfeu - Mãe de Maicol
- 1998 Cruz e Sousa - O Poeta do Desterro - Carolina
- 1984 Quilombo
- 1978 A Deusa Negra
- 1978 A Noiva da Cidade
- 1977 Ladrões de Cinema
- 1976 Feminino Plural
- 1974 O Forte
- 1969 Em Compasso de Espera - Zefa
- 1964 Santo Módico
- 1960  Os Bandeirantes  - Herminia
- 1959 Orfeu Negro – Serafina[5]

## Rôles à la télévision
- 2010 - A História de Ester - Rarã
- 2009 - A Lei e o Crime - Clara
- 2007 Luz do Sol - Edite (Babá)
- 2006 Cidadão Brasileiro - Dadá
- 2001 O Clone - Lola
- Você Decide
  - 1999 Juízo Final
  - 1996 O Professor
  - 1996 Retrato em Preto e Branco
- 1999 Suave Veneno - Selma
- 1997 Anjo Mau - Cida
- 1996 Xica da Silva - Bastiana
- 1996 O Campeão
- 1995 Tocaia Grande
- 1994 A Viagem- Natália
- 1993 Agosto - Sebastiana
- 1990 Araponga - Mundica
- 1990 Desejo - Mariana
- 1989 Pacto de Sangue - Rute
- 1988 Abolição
- 1987 Helena - Chica
- 1986 Dona Beija - Flaviana
- 1983 Bandidos da Falange - Gladys
- 1980 Marina - Leila
- 1978 Maria, Maria - Rita
- 1976  Isaura (Escrava Isaura)  – Rosa[7]
- 1975 A Moreninha - Duda
- 1974 Fogo Sobre Terra - Lana
- 1974 Feliz na Ilusão (Caso Especial)
- 1973 Os Ossos do Barão
- 1972 Selva de Pedra - Elza[7]
- 1972 Meu Primeiro Baile (Caso Especial)
- 1971 O Homem que Deve Morrer - Luana
- 1971 Minha Doce Namorada
- 1969 Acorrentados - Irmã Serafina

## Récompense
- 2004 : Festival du film de Gramado, prix de la meilleure actrice pour son rôle dans As Filhas do Vento , prix partagé avec Ruth de Souza.